# Pseudoneureclipsis achim
Pseudoneureclipsis achim är en nattsländeart som beskrevs av Malicky och Chantaramongkol 1993. Pseudoneureclipsis achim ingår i släktet Pseudoneureclipsis och familjen fångstnätnattsländor. Inga underarter finns listade i Catalogue of Life.